# رایانه رکمونت

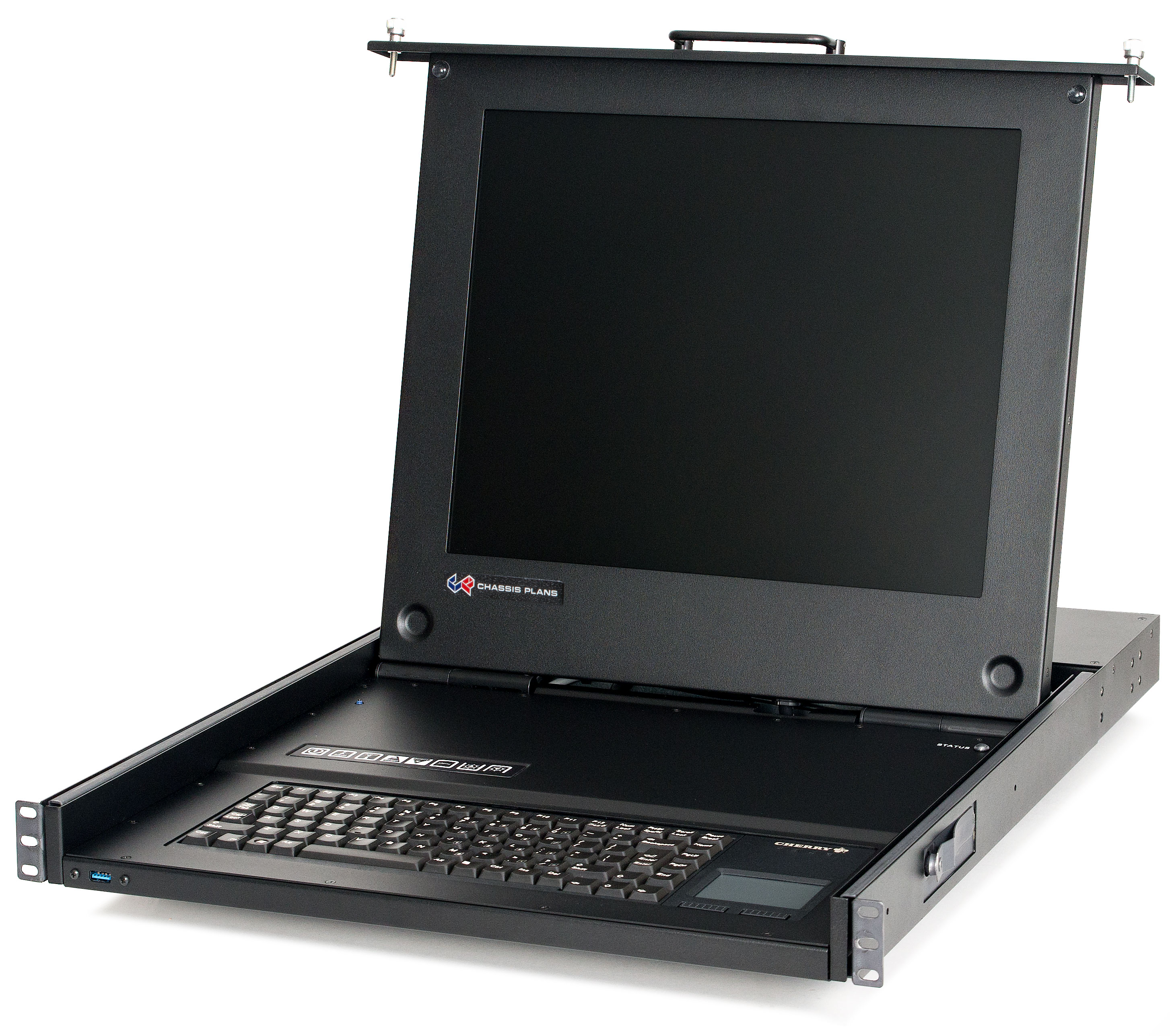
یک رایانه رکمونت KVM

رایانه رَکمَونت (به انگلیسی: Rackmount computer) یک رایانه شخصی است که کیس‌های این رایانه‌ها در قفسه‌های ۱۹ اینچی جای می‌گیرند. ممکن است این کیس‌ها با فضا بهینه‌سازی شوند و بسیار هم مسطح باشند. ممکن است که صفحه نمایش، صفحه کلید و ماوس اختصاصی برای آن‌ها وجود نداشته باشد، اما به جای آن، یک سوئیچ KVM یا کنترل از راه دور (از طریق LAN یا دیگر وسایل) برای دسترسی به کنسول ساخته شده باشد.

## شبکه و رکمونت
شبکه‌های رایانه‌ای شامل تجهیزات متنوع با ابعاد و عملکردهای مختلف می‌باشند. مانند سرور، سوئیچ، روتر، یو پی اس، پچ پنل، لایت پنل، فایروال و … وجود اکثر این تجهیزات برای راه اندازی هر نوع شبکه ای نیاز می‌باشد. تجهیزات فوق از نظر ابعاد به دو گروه تقسیم می‌شوند.
۱ - عرض دستگاه ۱۹ اینچ که معادل ۴۸٫۲۶ سانتی‌متر (۱ اینچ = ۲٫۵۴ سانتی‌متر) و طول یا عمق آن حداکثر یک متر می‌باشد.
۲ - عرض دستگاه کمتر یا بیشتر از ۱۹ اینچ باشد.
تجهیزاتی که از لحاظ ابعاد معادل ابعاد تعیین شده در گروه اول باشند، قابل نصب در رک بوده و اصطلاحاً به آنها رکمونت (Rack Mount) می‌گویند. مانند مانیتور رکمونت. نکته مهم در تجهیزات رکمونت آن است که این تجهیزات قابلیت نصب در تمامی رک‌های استاندارد را داشته و فرق نمی‌کند که رک فوق از چه برندی و با چه مشخصاتی باشد. البته هنگام خرید رک و متعلقات آن باید نکات مختلفی را مد نظر قرار داد.

## کیس رکمونت
کیس‌های رکمونت یک نوع از کیس‌های رایانه‌ای هستند که به جای اینکه در حالت ایستاده روی زمین یا کنار میز قرار بگیرید، به صورت کتابی (افقی) داخل رک بسته می‌شوند.
کیس‌های رکمونت از نظر عملکرد مانند کیس معمولی می‌باشند و فقط از لحاظ ظاهری با هم تفاوت دارند. از جمله این تفاوت‌ها می‌توان به موارد زیر اشاره نمود:
1. کیس رکمونت قابلیت نصب روی رک‌های استاندارد شبکه ای (۱۹ اینچ) را دارد.
2. ارتفاع کیس‌های رکمونت از ۱ یونیت تا ۹ یونیت (بسته به نوع کیس) متغیر می‌باشند.
3. عمق کیس‌های رکمونت معمولاً در بازه ۳۰ تا ۸۰ سانتی‌متر متغیر است.
4. کیس‌های رکمونت عموماً قابلیت پشتیبانی از ۲ تا ۸ هارد دیسک را دارند.
5. در کیس رکمونت نحوه چیدمان پورت‌ها، تعداد فن‌ها، و استفاده از تجهیزات شبکه به کار رفته با یکدیگر متفاوت است
6. مجهز بودن به سیستم تهویه مناسب و fan unit جهت خنک نگه داشتن و تبادل هوا داخل کیس
7. امکان نصب ریل جهت متحرک کردن کیس در رک (کشویی کردن کیس رکمونت) برای سهولت دسترسی به قطعات کیس.
8. طراحی گوشواره‌های فلزی در چپ و راست کیس برای پیچ شده به آداپتورهای رک.
9. ضخامت بیشتر بدنه کیس رکمونت نسبت به کیس‌های عادی (مقاومت و استحکام بیشتر)
10. پنل جلویی کیس‌های رکمونت معمولاً دارای درب قفل دار می‌باشد. مزیت وجود این درب آن است که از تماس تصادفی دست با کلید power یا Reset کیس و در نتیجه خاموش شدن غیرعادی سیستم در حین فعالیت، جلوگیری می‌کند.[۲]

برند گرین کیس‌های رکمونت زیادی را در بازار ایران تولید کرده‌است.

## سوییچ رک‌مونت
سوییچ‌ها از نظر پیکربندی به دونوع Desktop و Rackmount تقسیم میشوند. سوییچ Rackmount برای پیکربندی در رک (Rack) استفاده میشود.